# Floella Benjamin
Floella Benjamin (23 de septiembre de 1949) es una actriz, presentadora de televisión, empresaria y política nacida en Trinidad y Tobago, de nacionalidad británica. Es reconocida por haber presentado programas de televisión infantiles como Play School, Play Away y Fast Forward. El 28 de junio de 2010, Benjamin fue presentada ante la Cámara de los Lores, nominada por los Demócratas Liberales con el título de Baronesa Benjamin de Beckenham, en el condado de Kent.

## Filmografía

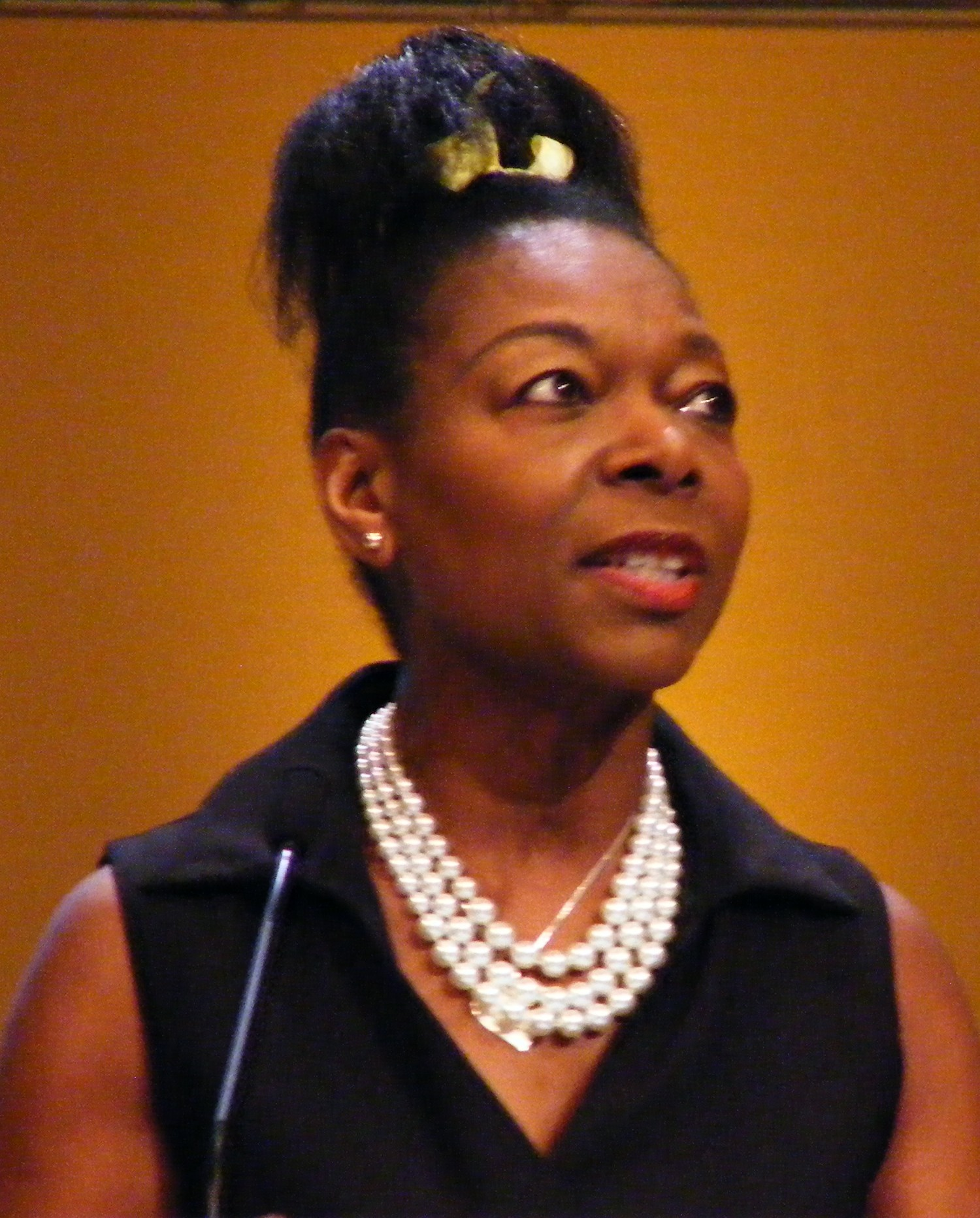
Floella en 2009.

### Cine
| Título                  | Rol       | Año  |
| ----------------------- | --------- | ---- |
| Rendition               |           | 2007 |
| Run Fatboy Run          |           | 2007 |
| Brand Spanking (corto)  |           | 2004 |
| Black Joy               | Miriam    | 1977 |
| I Don't Want to Be Born | Enfermera | 1975 |

### Televisión
| Título                       | Rol                               | Año     | Notas |
| ---------------------------- | --------------------------------- | ------- | ----- |
| Chuggington                  | Mayor Pullman                     | 2010-14 | Voz   |
| The Sarah Jane Adventures    | Profesora Rivers                  | 2007-11 |       |
| Mama Mirabelle's Home Movies | Mama Mirabelle                    | 2007-08 | Voz   |
| The Line of Beauty           | Sra. Charles                      | 2006    |       |
| Coming to England            | Maestra                           | 2005    |       |
| Jamboree                     | Presentadora                      | 1998    |       |
| Family Fortunes              | Tiddles                           | 1990    |       |
| Roland Rat: The Series       |                                   | 1986    |       |
| Father's Day                 |                                   | 1984    |       |
| Strangers                    | Rosy Baker                        | 1982    |       |
| Bergerac                     | Juniper                           | 1981    |       |
| Maybury                      | Kayreen                           | 1981    |       |
| The Gentle Touch             | Gloria                            | 1980    |       |
| Play for Today               |                                   | 1975-79 |       |
| Angels                       | Marigold Glasspole / April Yallop | 1978-79 |       |
| Kids                         | Ella Buckley                      | 1979    |       |
| Mixed Blessings              | Karen                             | 1978    |       |
| Send in the Girls            | Melody                            | 1978    |       |
| Within These Walls           | Barbara                           | 1974-75 |       |
| Dixon of Dock Green          | Sra. Dallas                       | 1975    |       |
| Crown Court                  | Jenny Marsh                       | 1974    |       |